# آموس ميلبورن
آموس ميلبورن (بالإنجليزية: Amos Milburn)‏ هو مغن مؤلف وموسيقي وعازف بيانو أمريكي، ولد في 1 أبريل 1927 في هيوستن في الولايات المتحدة، وتوفي بنفس المكان في 3 يناير 1980.

## وصلات خارجية
- آموس ميلبورن على موقع IMDb (الإنجليزية)
- آموس ميلبورن على موقع ميوزك برينز (الإنجليزية)
- آموس ميلبورن على موقع قاعدة بيانات برودواي على الإنترنت (الإنجليزية)
- آموس ميلبورن على موقع أول ميوزيك (الإنجليزية)
- آموس ميلبورن على موقع ديسكوغز (الإنجليزية)